# Aclytia taeniata
Aclytia taeniata là một loài bướm đêm thuộc phân họ Arctiinae, họ Erebidae.